# Lungsjöån
Lungsjöån är en å i Falu kommun, vid Bjursås och Marnäs. Ån förbinder Lungsjön, Långsjön, Djuplagen och Kungshögstjärnen med Marnäsån, som bland annat flyter genom stora myrmarker.
Lungsjöån har tidigare brukats av människan i skogsbruket genom flottning från Kungshögen vid Kungshögstjärnens utlopp ner till Marnäs, det har även funnits permanenta sågverk utmed ån. Ett av dessa var Lindbergssågen, och där finns fortfarande lämningar i naturen som påminner och gamla tider. 
Ån flyter igenom Granåsens naturreservat.
Ett fisketurismföretag har arrenderat en sträcka i åns övre lopp från Kungshögen ner till Kölnbron, som numera används till uteslutande flugfiske. I ån finns bestånd av öring, abborre och gädda.